# Krausbäumchen

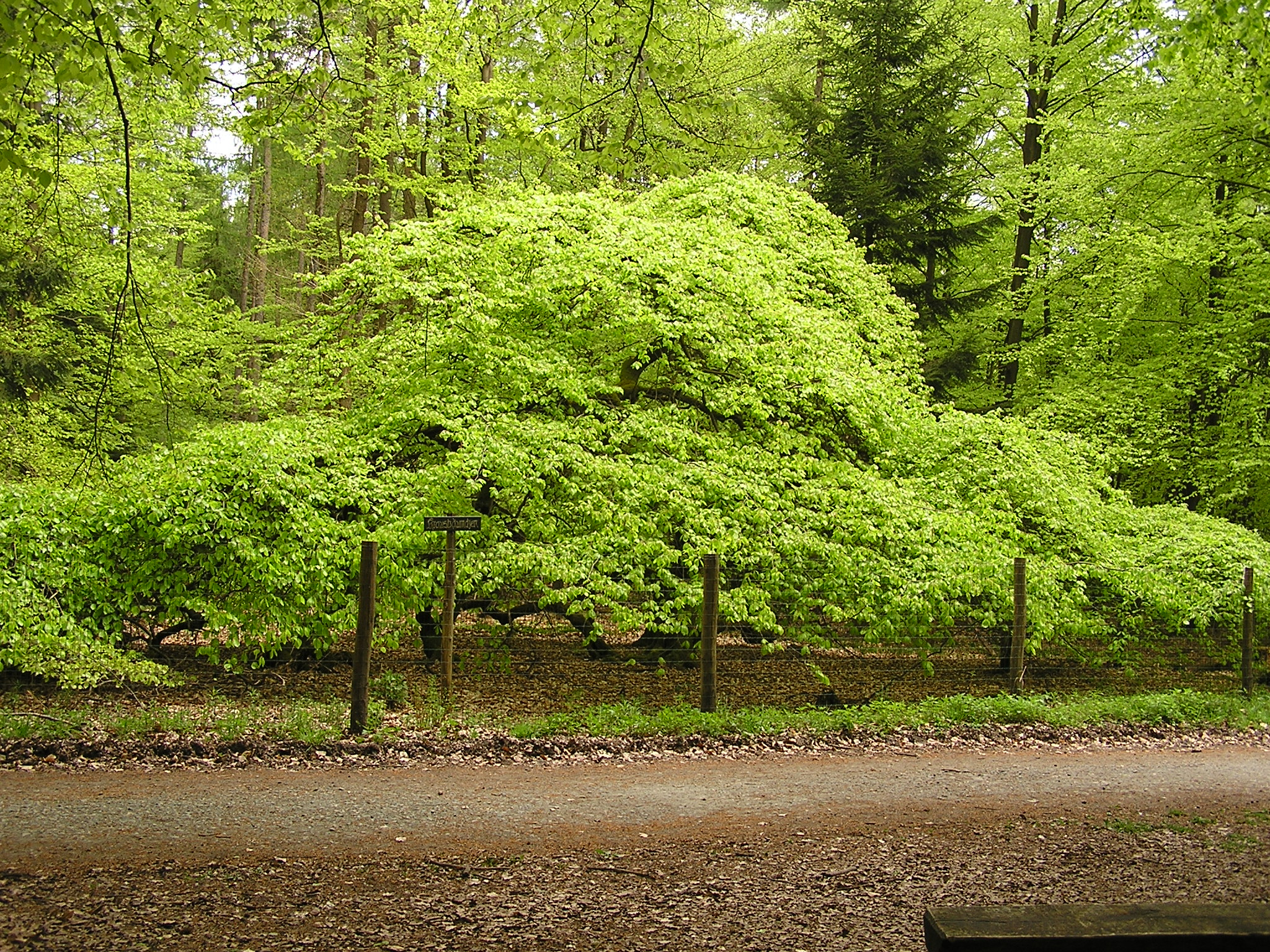
Krausbäumchen (2008)

Das Krausbäumchen ist ein Naturdenkmal in Dornholzhausen, einem Stadtteil von Bad Homburg vor der Höhe. Es handelt sich um eine seltene Süntel-Buche.
Die Seltenheit des Baumes war seit Anfang des 20. Jahrhunderts deutlich geworden. Bereits 1902 fanden erste Pflegemaßnahmen durch den Taunusclub statt. Am 30. Juli 1937 wurde der Baum zum Naturdenkmal erklärt. In der Nacht vom 27. auf den 28. März 1966 wurde er jedoch durch eine Sturmböe gefällt. Das heutige Krausbäumchen ist ein Ableger des damaligen Baumes.
Die Krausbäumchenschneise ist nach dem Naturdenkmal benannt.